# Svarta handen
Svarta handen (serbokroatiska: Црна рука/Crna Ruka), officiellt Förenande eller döden (Уједињење или смрт/Ujedinjenje ili Smrt), var en serbisk nationalistisk, panslavisk och revolutionär hemlig organisation vars mål var att skapa ett Storserbien på Balkan, i likhet med Stefan Uroš IV Dušans medeltida rike. Svarta handen bildades den 10 juni 1910 av Dragutin Dimitrijević, även kallad Apis, som var general i den serbiska armén och underrättelsetjänstens chef. För att nå sitt panslaviska mål var gruppen beredd att ta till terrormetoder.
Svarta handen är känd för sin inblandning i skotten i Sarajevo den 28 juni 1914, mordet på kronprins Franz Ferdinand av Österrike-Ungern. Attentatet kom att användas som förevändning för utlösande av första världskriget. Själva attentatet förövades av en ung bosnienserbisk student, Gavrilo Princip, och sex andra medlemmar. Princip och de övriga attentatsmännen ingick i en organisation som hette Unga Bosnien (serbokroatiska: Млада Босна/Mlada Bosna). Organisationen var en fristående jugoslavisk-nationalistisk förening som uppmärksammades av serbiska underrättelsetjänsten som leddes av Svarta Handens ledare. Av de sju attentatsmännen längs ärkehertigens färdväg avrättades två genom hängning. De övriga fem erhöll fängelsestraff.
Dess grundare Dragutin Dimitrijević ställdes inför rätta redan 1917 av den serbiska exilregeringen. Han dömdes och avrättades för landsförräderi.